# Мунія борнейська
Му́нія борнейська (Lonchura fuscans) — вид горобцеподібних птахів родини астрильдових (Estrildidae). Мешкає на Калімантані та сусідніх островах.

## Опис

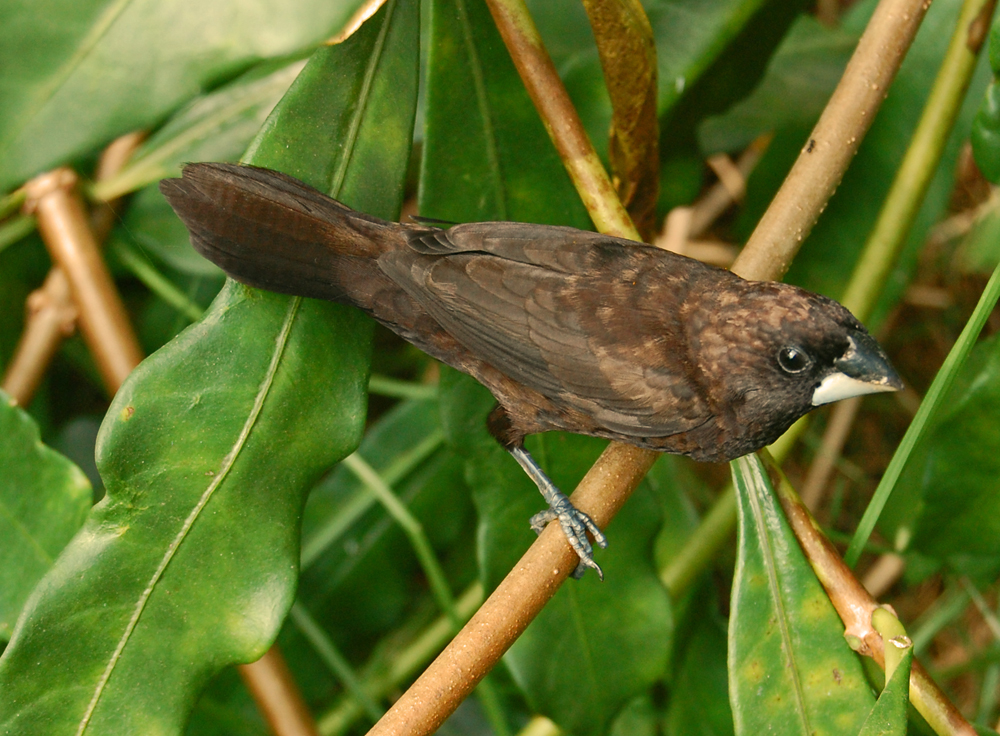
Борнейська мунія

Довжина птаха становить 11 см. Виду не притаманний статевий диморфізм. Забарвлення переважно темно-коричневе. Обличчя, горло, крила і хвіст чорнувато-коричневі, пера на грудях з боків та на боках мають чорні краї, що формує на боках лускоподібний візерунок. Очі темно-карі, дзьоб зверху чорнуватий, знизу сизий, лапи сизі. У молодих птахів дзьоб повністю чорний. 

## Поширення і екологія
Борнейські мунії мешкають на Калімантані, а також на островах Натуна, Банггі, Мапун і Сулу. Вони живуть в чагарникових заростях, рідколіссях, на узліссях і галявинах, в садах і на полях. Живляться насінням трав, іноді також ягодами, плодами і пагонами. Розмножуються протягом всього року з піком у жовтні-травні. Гніздо кулеподібне, розміщується в дуплі або в густій кроні дерева. В кладці від 3 до 6 білих яєць. Інкубаційний період триває 14 днів. Будують гніздо, насиджують яйця і доглядають за пташенятами і самиці, і самці. Пташенята покидають гніздо через 20-23 дні після вилуплення.